# De Haagsche Vrouwenkroniek
De Haagsche Vrouwenkroniek, weekblad voor de ontwikkelde vrouw was een vrouwentijdschrift, opgericht in 1913 door Susanna Lugten-Reys en verschenen tot 1942.

## Geschiedenis
Het eerste nummer van De Haagsche Vrouwenkroniek verscheen op 15 november 1913. Het tijdschrift had een krantenformaat waarin zowel artikelen, verhalen en aankondigingen als advertentiepagina's van Haagse firma's verschenen. Er werd geschreven over letteren en kunst, over toneel en muziek, over het huishouden en de opvoeding en over politieke en maatschappelijke vraagstukken zoals de vrouwenbeweging en het vrouwenkiesrecht. In april 1914 werd er tevens een rubriek gestart over vrouwensport.

### Hoofdredacteur Susanna Lugten-Reys
Lugten-Reys, die onder het pseudoniem Nannie van Wehl bekend was, richtte in 1913 het tijdschrift op. De Haagsche Vrouwenkroniek onderscheidde zich van andere bestaande vrouwentijdschriften door zich niet te richten op een bepaalde categorie vrouwen, maar voor vrouwen van alle rangen en standen leerzaam en interessant te zijn. Het gehele blad diende te worden volgeschreven door vrouwen. Het motto dat Lugten-Reys het blad meegaf ontleende zij aan Multatuli en luidt als volgt: "Opdat zij niet inslape aan haar spinnewiel". Zij koos dit motto omdat zij vond dat vrouwen meer actief in de wereld zouden moeten staan en ze wilde daaraan bijdragen met het uitgeven van haar nieuwe tijdschrift.
Lugten-Reys schreef voor het blad onder verschillende namen. Ze leverde redactionele commentaren op ingezonden brieven en berichten over actualiteiten als S. Lugten-Reys. Ze schreef vooral onder haar eigen naam Susanna Lugten-Reys als het ging om persoonlijke ervaringen en meningen. Haar pseudoniem Nannie van Wehl gebruikte ze voor het publiceren van verhalen en boekbesprekingen. Als Mater Conata ("ervaren moeder") schreef Lugten-Reys over onderwerpen rondom de opvoeding en verzorging van kinderen.
In september 1914 berichtte het tijdschrift dat Lugten-Reys de redactie van het blad niet meer op zich kon nemen wegens gezondheidsredenen. Daarnaast bleek de uitgever Nanne Veenstra door de oorlogssituatie in financiële problemen te zijn geraakt en Lugten-Reys te hebben verzocht ontslag te nemen.

### Hoofdredacteur Jacqueline Reyneke van Stuwe
In het nummer van 17 april 1915 werd Jacqueline Reyneke van Stuwe geïntroduceerd als nieuwe hoofdredacteur van De Haagsche Vrouwenkroniek. Het nieuwe motto van het tijdschrift werd: "Goed werk bestaat in daad, geen praat". De zussen Jacqueline en Jeanne Reyneke van Stuwe leverden vanaf deze periode het grootste gedeelte van de inhoud van het tijdschrift, onder andere door het in delen publiceren van hun romans.
Gedurende de eerste jaren van Van Stuwe als hoofdredacteur verschenen er zo nu en dan artikelen van Lugten-Reys. In 1919 stopte dit definitief. Tot 1941 bleef De Haagsche Vrouwenkroniek geregeld verschijnen en in 1942 stopte de uitgave van het blad.

## Schrijvers inDe Haagsche Vrouwenkroniek(selectie)
- Anna Koomans-Reys (Lugten-Reys' zus)
- Albertine de Haas
- Jacqueline Reyneke van Stuwe
- Clara Wichmann
- Mien van Itallie-van Embden
- Betsy Bakker-Nort
- Lize Deutmann
- Hanne Verbruggen